# De Vlinderstichting
De Vlinderstichting is een Nederlandse natuurbeschermingsorganisatie op het gebied van vlinders en libellen.

## Beschrijving
De Vlinderstichting richt zich op het behoud van dagvlinders, nachtvlinders (zowel macro- als microlepidoptera's) en libellen in Nederland en Europa, mede door gericht onderzoek en het geven van adviezen. Daarbij gaat het om vragen als: waar zijn ze te vinden, gaat het op die plekken goed of juist slecht? En hoe komt het dat de vlinders en libellen verdwijnen? Wat kan De Vlinderstichting eraan doen? Vaak werkt De Vlinderstichting samen met of in opdracht van anderen, bijvoorbeeld de Vereniging Natuurmonumenten, het CBS, het RIVM, provinciale landschappen, het ministerie van LNV, provincies en gemeenten.
Vlinders vliegen niet alleen in natuurgebieden, maar ook in bermen, parken, plantsoenen en tuinen. Ook dicht bij huis zet De Vlinderstichting zich daarom in voor verbetering van de natuurkwaliteit. Dat gebeurt door voorlichting en educatieve projecten. Voorbeelden hiervan zijn: voorlichting over natuurvriendelijk tuinieren en natuurvriendelijk beheer van openbaar groen, lespakketten voor het basisonderwijs (met echte vlinders!), lezingen en tentoonstellingen.
De Vlinderstichting werd opgericht in 1983 onder de naam Stichting Vlinderonderzoek. De stichting houdt kantoor in Wageningen en heeft zo'n 35 vaste medewerkers, 2000 vrijwilligers en 5000 donateurs. Zij verzorgt tevens (mede) de publicatie van Vlinder- en Libellengidsen en -atlassen en van educatief materiaal. Vier keer per jaar brengt De Vlinderstichting het tijdschrift Vlinders uit.
De Vlinderstichting maakt deel uit van het organisatienetwerk SoortenNL.

## Landelijke meetnetten
De Vlinderstichting verzorgt samen met het Centraal Bureau voor de Statistiek (CBS) het Landelijk Meetprogramma. Bij het meetnet (dag)vlinders worden wekelijks volgens een vastgesteld stramien op vastgestelde routes dagvlinders geteld. Door deze gegevens te koppelen aan weersomstandigheden kunnen conclusies getrokken worden over trends in de vlinderstand.
Een dergelijk meetnet is er ook voor nachtvlinders en libellen. Voor deze meetnetten werkt de Vlinderstichting ook samen het CBS.

## Bedreiging
In augustus 2025 publiceerde De Vlinderstichting een rapport over de aanwezigheid van pesticiden in Natura 2000 gebieden. Het onderzoek bracht aan het licht dat er 51 verschillende pesticiden werden gevonden in tien Nederlandse natuurgebieden met de hoogste beschermingsstatus, ook bestrijdingsmiddelen die in Nederland al lange tijd verboden zijn. De publicatie leidde tot doodsbedreigingen aan het adres van de onderzoeker van De Vlinderstichting. De Vlinderstichting haalde daarop het onderzoek offline. Stichting Mobilisation for the Environment besloot het onderzoek geanonimiseerd wel op zijn website te plaatsen.